# Dallas-Fort Worth Film Critics Association Award per il miglior attore non protagonista
Il Dallas-Fort Worth Film Critics Association Award per il miglior attore non protagonista (Dallas–Fort Worth Film Critics Association Award for Best Supporting Actor) è una categoria di premi assegnata dalla Dallas-Fort Worth Film Critics Association per il miglior attore non protagonista dell'anno.

## Vincitori e candidati
I vincitori sono indicati in grassetto.

### Anni 1990
- 1990: Joe Pesci - Quei bravi ragazzi (Goodfellas)
- 1991: Tommy Lee Jones - JFK - Un caso ancora aperto (JFK)
- 1992: Gene Hackman - Gli spietati (Unforgiven)
- 1993: Ralph Fiennes - Schindler's List - La lista di Schindler (Schindler's List)
- 1994: Martin Landau - Ed Wood
- 1995: Kevin Spacey - I soliti sospetti (The Usual Suspects)
- 1996: Cuba Gooding Jr. - Jerry Maguire
- 1997: Burt Reynolds - Boogie Nights - L'altra Hollywood (Boogie Nights)
- 1998: Billy Bob Thornton - Soldi sporchi (A Simple Plan)
- 1999: Haley Joel Osment - The Sixth Sense - Il sesto senso (The Sixth Sense)

### Anni 2000
- 2000: Albert Finney - Erin Brockovich - Forte come la verità (Erin Brockovich)
- 2001: Ben Kingsley - Sexy Beast - L'ultimo colpo della bestia (Sexy Beast)
- 2002: Chris Cooper - Il ladro di orchidee (Adaptation)
- 2003: Alec Baldwin - The Cooler
- 2004: Thomas Haden Church - Sideways - In viaggio con Jack (Sideways)
- 2005
  1. Matt Dillon - Crash - Contatto fisico (Crash)
  2. Paul Giamatti - Cinderella Man - Una ragione per lottare (Cinderella Man)
  3. Jake Gyllenhaal - I segreti di Brokeback Mountain (Brokeback Mountain)
  4. George Clooney - Syriana
  5. Jesse Eisenberg - Il calamaro e la balena (The Squid and the Whale)

- 2006
  1. Jackie Earle Haley - Little Children
  2. Jack Nicholson - The Departed - Il bene e il male (The Departed)
  3. Eddie Murphy - Dreamgirls
  4. Djimon Hounsou - Blood Diamond - Diamanti di sangue (Blood Diamond)
  5. Michael Sheen - The Queen - La regina (The Queen)

- 2007: Javier Bardem - Non è un paese per vecchi (No Country for Old Men)
- 2008
  1. Heath Ledger - Il cavaliere oscuro (The Dark Knight)
  2. Josh Brolin - Milk
  3. Eddie Marsan - La felicità porta fortuna - Happy Go Lucky (Happy-Go-Lucky)
  4. Philip Seymour Hoffman - Il dubbio (Doubt)
  5. Robert Downey Jr. - Tropic Thunder

- 2009
  1. Christoph Waltz - Bastardi senza gloria (Inglourious Basterds)
  2. Woody Harrelson - Oltre le regole - The Messenger (The Messenger)
  3. Stanley Tucci - Amabili resti (The Lovely Bones)
  4. Alfred Molina - An Education
  5. Christian McKay - Me and Orson Welles

### Anni 2010
- 2010
  1. Christian Bale - The Fighter
  2. Geoffrey Rush - Il discorso del re (The King's Speech)
  3. Jeremy Renner - The Town
  4. Bill Murray - The Funeral Party (Get Low)
  5. Chris Cooper - The Company Men

- 2011
  1. Christopher Plummer - Beginners
  2. Albert Brooks - Drive
  3. Max von Sydow - Molto forte, incredibilmente vicino (Extremely Loud and Incredibly Close)
  4. Armie Hammer - J. Edgar
  5. Kenneth Branagh - Marilyn (My Week with Marilyn)

- 2012
  1. Tommy Lee Jones - Lincoln
  2. Philip Seymour Hoffman - The Master
  3. Christoph Waltz - Django Unchained
  4. Alan Arkin - Argo
  5. Robert De Niro - Il lato positivo - Silver Linings Playbook (Silver Linings Playbook)

- 2013
  1. Jared Leto - Dallas Buyers Club
  2. Michael Fassbender - 12 anni schiavo (12 Years a Slave)
  3. Barkhad Abdi - Captain Phillips - Attacco in mare aperto (Captain Phillips)
  4. Daniel Brühl - Rush
  5. Jonah Hill - The Wolf of Wall Street

- 2014
  1. J. K. Simmons - Whiplash
  2. Edward Norton - Birdman (Birdman or (The Unexpected Virtue of Ignorance))
  3. Ethan Hawke - Boyhood
  4. Mark Ruffalo - Foxcatcher - Una storia americana (Foxcatcher)
  5. Alfred Molina - I toni dell'amore - Love Is Strange (Love Is Strange

- 2015
  1. Paul Dano - Love & Mercy
  2. Mark Rylance - Il ponte delle spie (Bridge of Spies)
  3. Tom Hardy - Revenant - Redivivo (The Revenant)
  4. Idris Elba - Beasts of No Nation
  5. Benicio del Toro - Sicario

- 2016
  1. Mahershala Ali - Moonlight
  2. Jeff Bridges - Hell or High Water
  3. Michael Shannon - Animali notturni (Nocturnal Animals)
  4. Lucas Hedges - Manchester by the Sea
  5. Ben Foster - Hell or High Water

- 2017
  1. Sam Rockwell -  Tre manifesti a Ebbing, Missouri (Three Billboards Outside Ebbing, Missouri)
  2. Willem Dafoe -  Un sogno chiamato Florida (The Florida Project)
  3. Richard Jenkins -   La forma dell'acqua - The Shape of Water (The Shape of Water)
  4. Armie Hammer -  Chiamami col tuo nome (Call Me by Your Name)
  5. Woody Harrelson -  Tre manifesti a Ebbing, Missouri (Three Billboards Outside Ebbing, Missouri)

- 2018
  1. Mahershala Ali - Green Book
  2. Richard E. Grant - Copia originale (Can You Ever Forgive Me?)
  3. Sam Elliott - A Star Is Born
  4. Timothée Chalamet - Beautiful Boy
  5. Michael B. Jordan - Black Panther

- 2019
  1. Brad Pitt - C'era una volta a... Hollywood (Once Upon a Time in... Hollywood)
  2. Willem Dafoe - The Lighthouse
  3. Joe Pesci - The Irishman
  4. Al Pacino - The Irishman
  5. Shia LaBeouf - Honey Boy

### Anni 2020
- 2020
  1. Daniel Kaluuya - Judas and the Black Messiah
  2. Leslie Odom Jr. - Quella notte a Miami... (One Night in Miami...)
  3. Sacha Baron Cohen - Il processo ai Chicago 7 (The Trial of the Chicago 7)
  4. Bill Murray - On the Rocks
  5. Paul Raci - Sound of Metal

- 2021[1]
  1. Kodi Smit-McPhee - Il potere del cane (The Power of the Dog)
  2. Troy Kotsur - CODA
  3. Ciarán Hinds - Belfast
  4. Ben Affleck - Il bar delle grandi speranze (The Tender Bar)
  5. Jesse Plemons - Il potere del cane (The Power of the Dog)

- 2022[2]
  1. Jonathan Ke Quan - Everything Everywhere All at Once
  2. Brendan Gleeson - Gli spiriti dell'isola (The Banshees of Inisherin)
  3. Paul Dano - The Fabelmans
  4. Brian Tyree Henry - Causeway
  5. Ben Whishaw - Women Talking

- 2023[3]
  1. Robert Downey Jr. – Oppenheimer
  2. Charles Melton – May December
  3. Robert De Niro – Killers of the Flower Moon
  4. Mark Ruffalo – Povere creature! (Poor Things)
  5. Dominic Sessa – The Holdovers - Lezioni di vita (The Holdovers)

- 2024[4]
  1. Guy Pearce – The Brutalist
  2. Kieran Culkin – A Real Pain
  3. Edward Norton – A Complete Unknown
  4. Denzel Washington – Il gladiatore II (Gladiator II)
  5. Clarence Maclin – Sing Sing